# Millo Bortoluzzi
Millo Bortoluzzi, all'anagrafe Camillo Bortoluzzi (Treviso, 31 luglio 1868 – Dolo, 10 febbraio 1933), è stato un pittore italiano. Talvolta indicato anche come Camillo o Millo Bortoluzzi Senior per distinguerlo dall'omonimo nipote.

## Biografia
Studia presso l'Accademia delle Belle Arti a Venezia per un breve periodo per poi completare la sua formazione come autodidatta. Si specializza nel genere del paesaggio.
Dopo aver vinto il concorso, a diciannove anni, ottiene il ruolo di assistente alla cattedra di paesaggio in accademia e si può ben già capire il suo stile: utilizzando dei passaggi tonali ritrae il colorismo veneto con cui esordisce all'Esposizione Nazionale di Venezia del 1887.
Dopo questa data espone più frequentemente e regolarmente sia in Italia che all'estero. In seguito partecipa alle Biennali di Venezia dal 1895 al 1924 mettendo in mostra le sue eccellenti doti di paesaggistica soprattutto per le variazioni atmosferiche e luministiche naturali che riesce a dare alle sue opere in laguna e altri luoghi caratteristici veneti.
Nel 1906 sposa Andriana Carrara, discendente da una delle più importanti famiglie nobili veneziane: i Nani Mocenigo, con cui ha 3 figli: Giuseppe, Pisana e Mario.
È molto conosciuto anche per i suoi vari affreschi in diverse ville ma soprattutto in quello che una volta era il Grand Hotel di Misurina sul lago. Alcune delle sue opere sono state anche vendute tramite la casa d'aste Sotheby's. Si possono perciò trovare in collezioni pubbliche e private in Italia, ma anche America e Germania.

## Opere

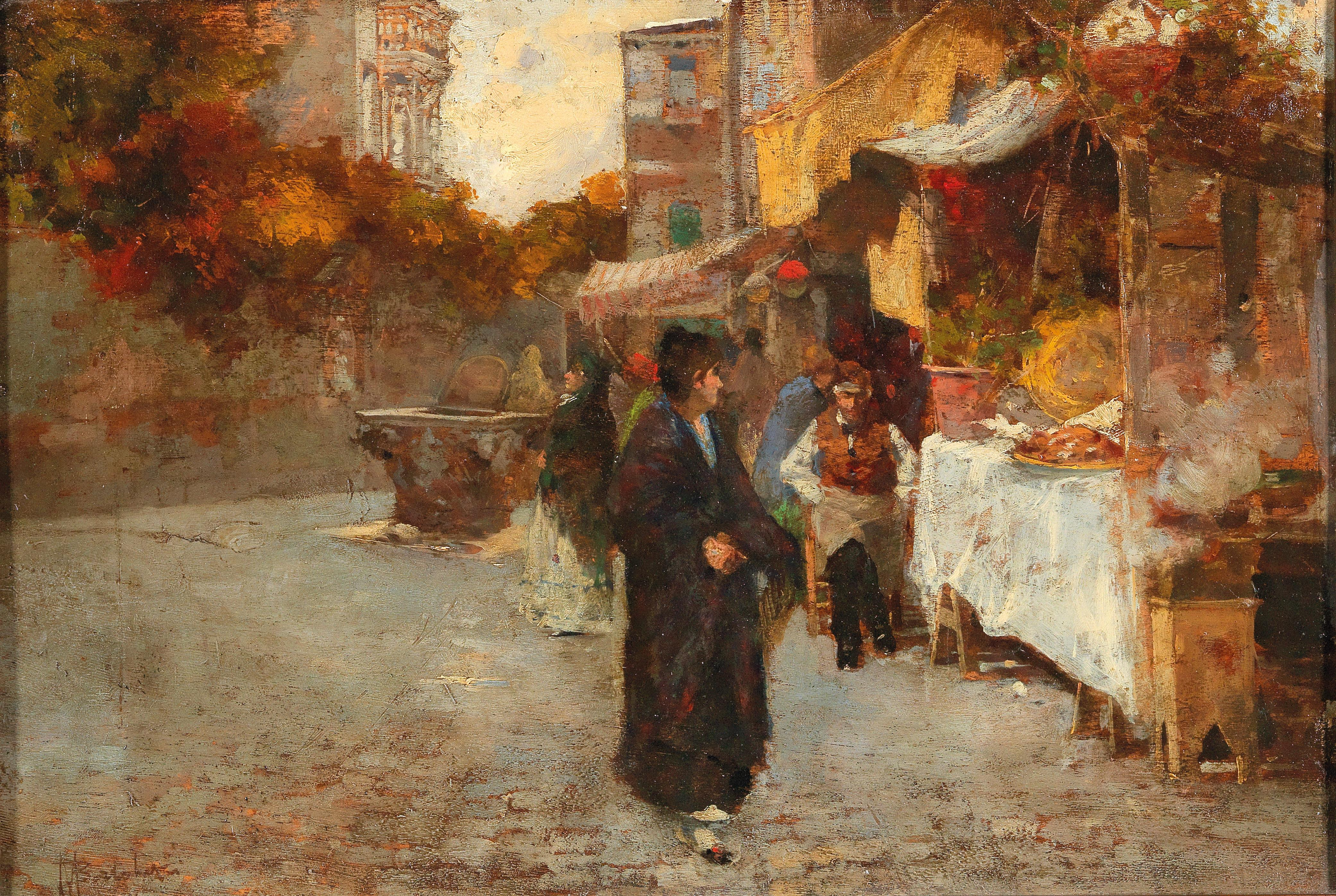
Calle veneziana (1881)
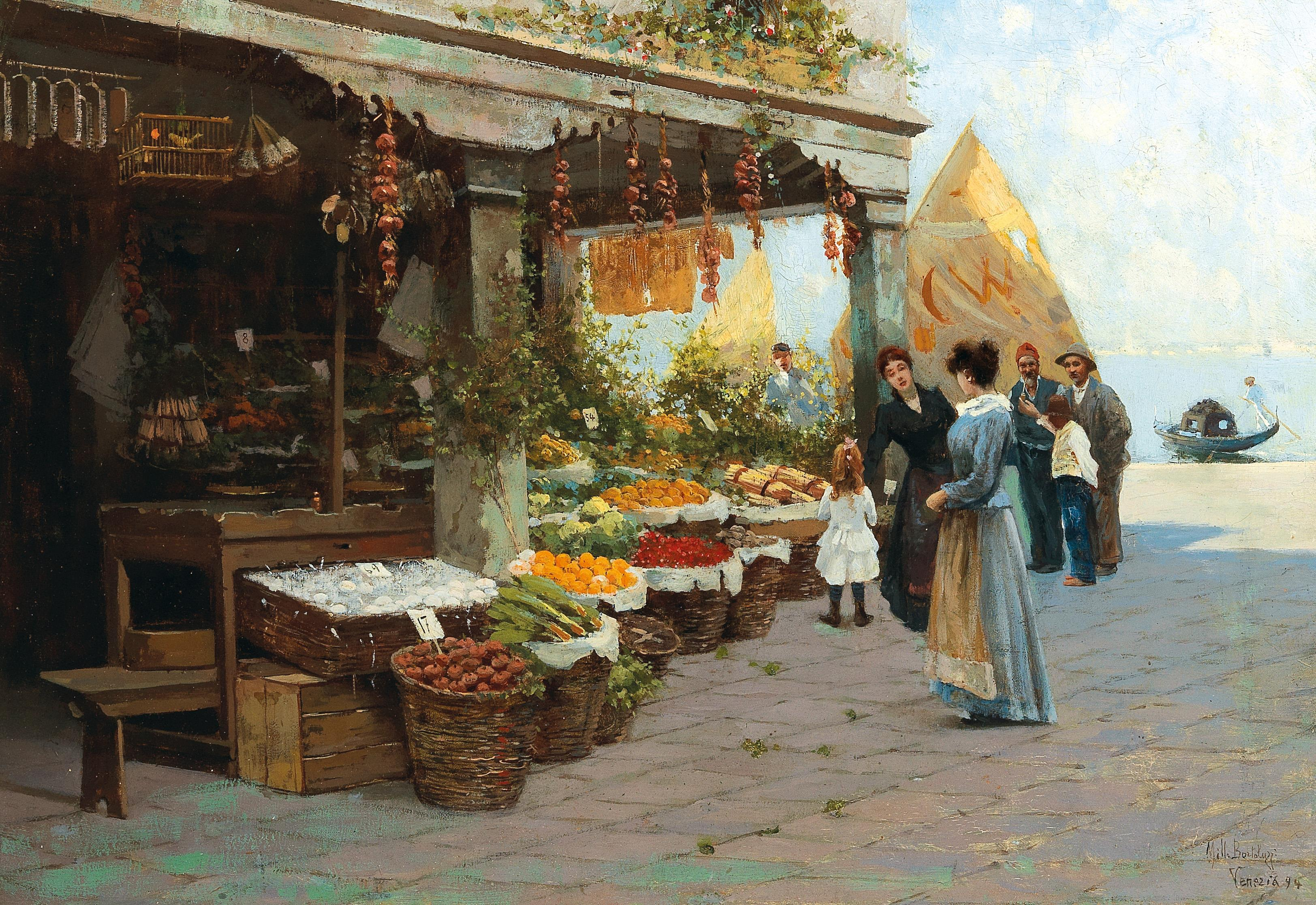
Mercato ortofrutticolo veneziano (1894)
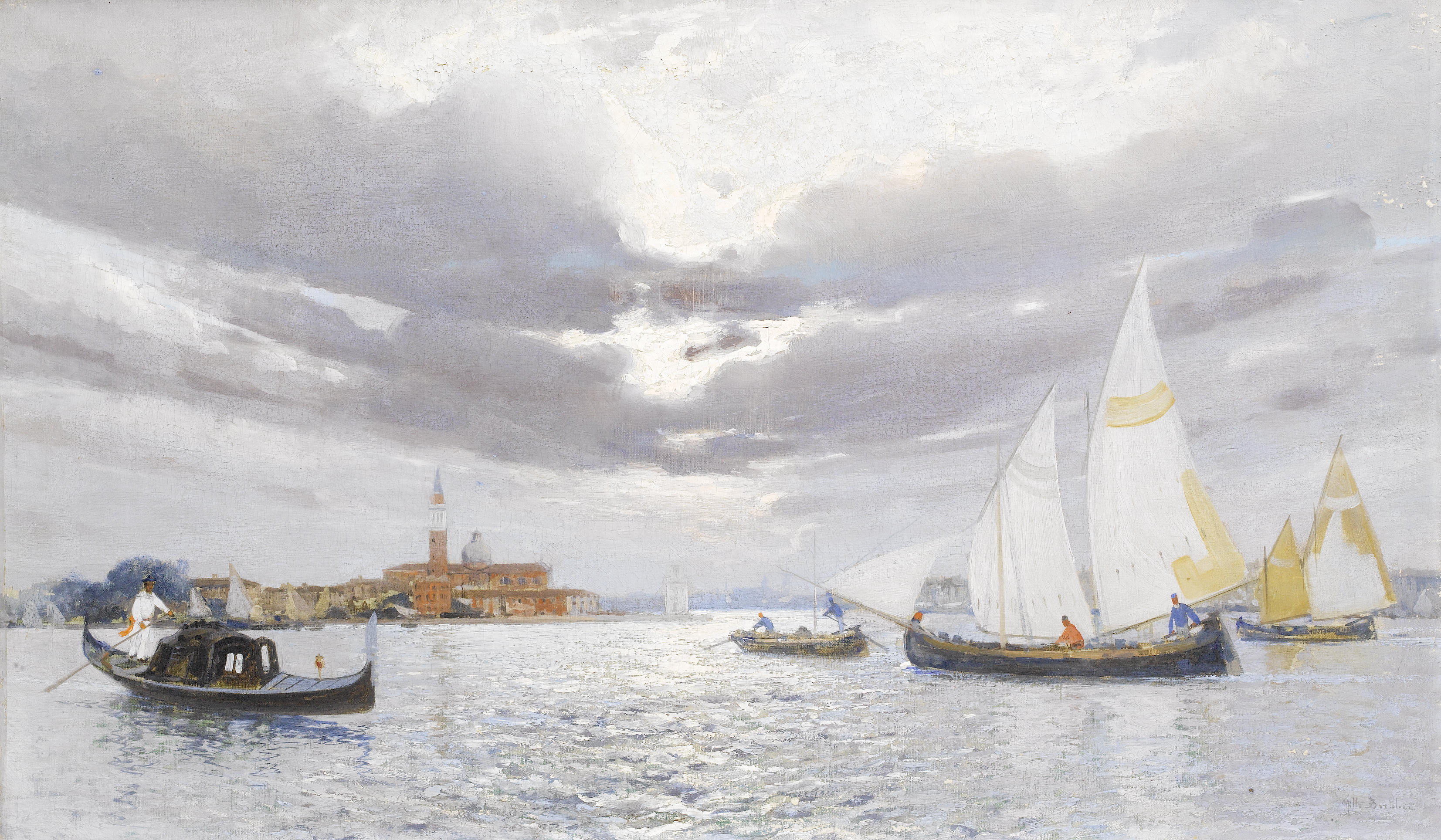
Laguna veneziana
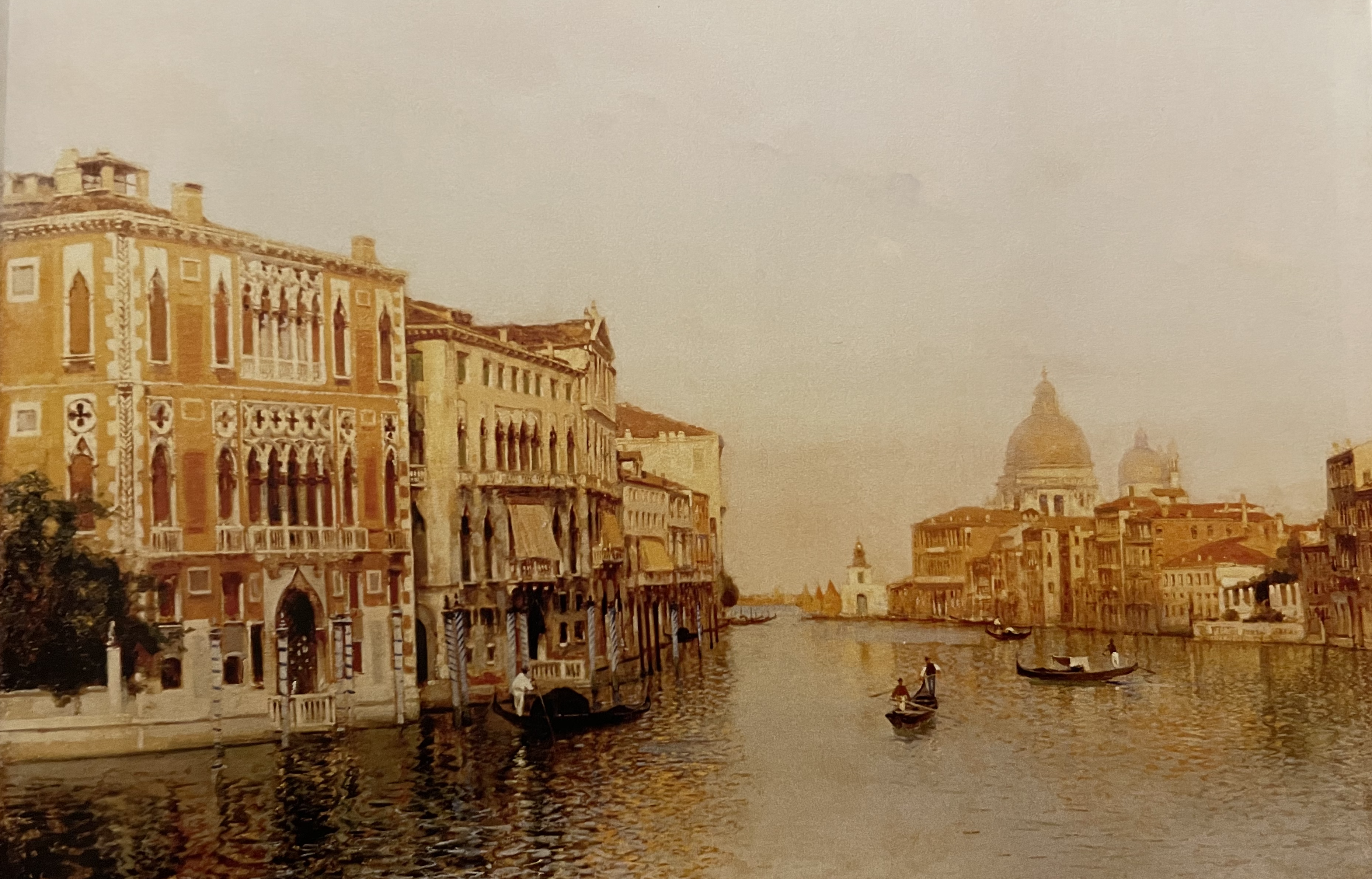
Il Canal Grande di Venezia (63 x 95 cm)
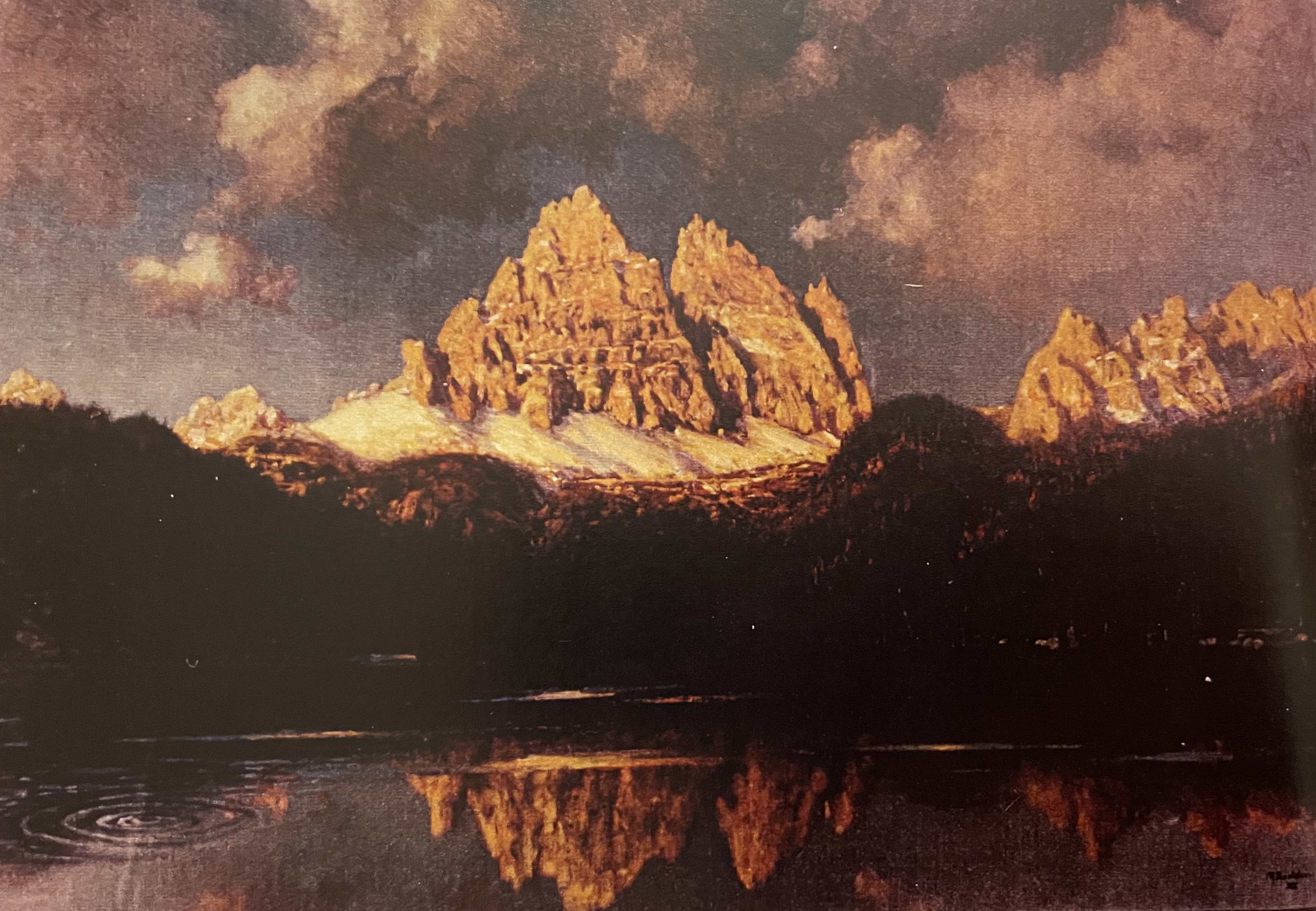
Lago Alpestre, Olio su Tela
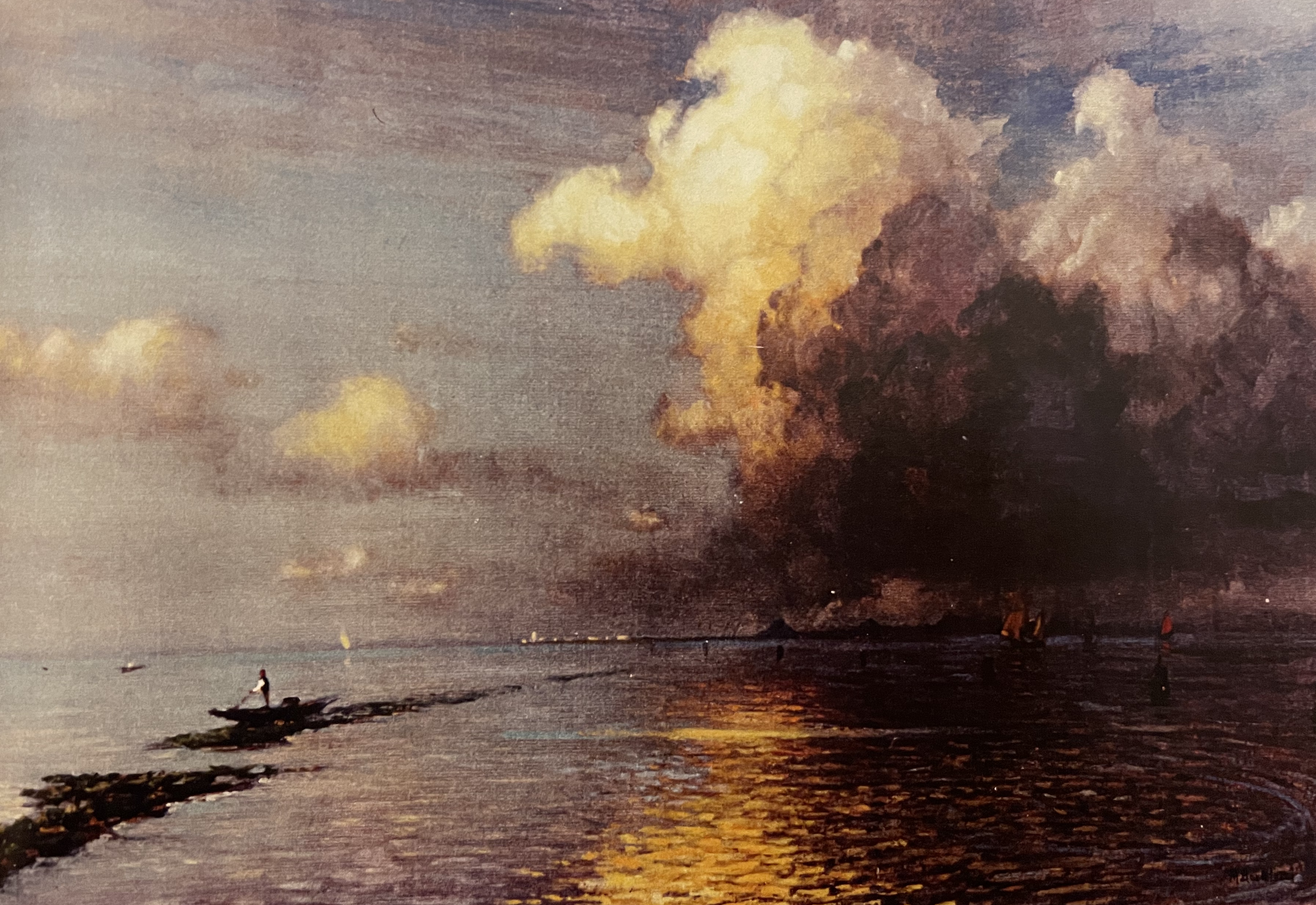
Laguna di Venezia, olio su tela

## Mostre
- 25 giugno - 9 ottobre 2022: I Bortoluzzi a Cortina - La dinastia del Paesaggio, Museo d'arte moderna Mario Rimoldi, Cortina d'Ampezzo IT[5][6]

### Bibliografiche
1. ↑   La morte del pittore (Millo Bortoluzzi), in Gazzetta di Venezia, 12 febbraio 1933.
2. ↑  Registro Esposizione Nazionale Artistica 1887,  IX - Istruzione pubblica - Archivio Municipale di Venezia
3. ↑   Comune di Dolo, Registro degli Atti di Matrimonio dell'anno 1906, vol. 1, Atto N.°44.
4. ↑   Letizia Lonzi e Lionello Puppi, SCHEDA DI RILEVAZIONE DI OPERE, MANUFATTI E SITI PROGETTO DRAU PIAVE, SCHEDA N. 30 - Grand Hotel Misurina, già Hotel Savoia Tipologia ASA.
5. ↑   I Bortoluzzi a Cortina: la dinastia del paesaggio mostra il panorama artistico veneto dall‘Ottocento ai giorni nostri, su PadovaOggi. URL consultato il 31 agosto 2022.
6. ↑   I Bortoluzzi a Cortina - la dinastia del paesaggio, su musei.regole.it. URL consultato il 31 agosto 2022.